# Courdemanche (Sarthe)
Courdemanche is een gemeente in het Franse departement Sarthe (regio Pays de la Loire) en telt 626 inwoners (2004). De plaats maakt deel uit van het arrondissement La Flèche.

## Geografie
De oppervlakte van Courdemanche bedraagt 24,2 km², de bevolkingsdichtheid is 25,9 inwoners per km².
De onderstaande kaart toont de ligging van Courdemanche (Sarthe) met de belangrijkste infrastructuur en aangrenzende gemeenten.

## Demografie
Onderstaande figuur toont het verloop van het inwonertal (bron: INSEE-tellingen).